# Ajlun
ʿAjlūn (in Arabo عجلون) è una cittadina della Giordania situata nei pressi del Parco Nazionale di Dibbin, in una valle molto fertile e ricca di vigneti e di foreste. La città nel 2004 aveva 7 289 abitanti, per la maggior parte di etnia araba e di religione islamica, oltre a una vasta componente di arabi cristiani.
Le costruzioni principali della città sono la moschea e il celebre castello. La moschea si trova nel centro della cittadina, sulla strada per la fortezza, ed è particolare per il suo minareto, a detta dei fedeli uno dei più belli dell'arte islamica. Dove ora sorge la moschea un tempo c'era una chiesa bizantina con un ricco cortile ancora oggi visitabile.

## Monumenti e luoghi di interesse

### Qalʿat ʿAjlūn
Con il termine arabo Qalʿat ʿAjlūn s'intende il famoso castello della cittadina, considerato uno dei maggiori esempi di architettura militare araba. Esso sorge a 3 km da ʿAjlūn, alla quale deve il nome, su una montagna alta 1.250m, dalla quale è possibile vedere la valle del fiume Giordano e i monti della Galilea. Il castello è circondato da un ampio fossato e aveva un ponte levatoio oggi sostituito da una passerella, che conduce all'ingresso. I corridoi sono muniti di feritoie.
La storia del castello s'interseca con quella della città: nel 1184 l'emiro ʿIzz al-Dīn Usāma, che vantava d'esser nipote del grande Saladino, volle far costruire un baluardo per porre sotto il proprio controllo l'itinerario stradale che univa Damasco all'Egitto. Inoltre l'emiro voleva anche che qualcuno vigilasse sui vicini giacimenti di ferro, temendo che i crociati potessero impadronirsene. Nel 1214 ʿIzz al-Dīn Usāma morì e il castello fu ampliato con l'aggiunta di una quinta torre e di una porta d'ingresso più possente (1215).
La fortezza fu in gran parte distrutta durante l'incursione mongola del 1260, per poi essere successivamente ricostruita in sultano mamelucco Baybars. Fu poi abbandonata all'inizio del XVII secolo e riscoperta nel 1812, ma fu restaurata solo negli anni 1960 del secolo scorso.